# DFB-Pokal der Frauen 1999-2000
La DFB-Pokal der Frauen 1999-2000 è stata la 20ª edizione della Coppa di Germania riservata alle squadre di calcio femminile. La finale si è svolta all'Olympiastadion di Berlino ed è stata vinta per la seconda volta consecutiva dal 1. FFC Francoforte, superando le avversarie dello Siegen con il risultato di 2-1. 

## Turno di qualificazione
| Squadra 1          | Risultato   | Squadra 2              |
| ------------------ | ----------- | ---------------------- |
| FC Huchting        | 1 - 5       | Lorbeer Rothenburgsort |
| SV Oberteuringen   | 3 - 1       | Rot-Weiß Göcklingen    |
| Turbine Potsdam II | 8 - 4 (dts) | FC Eintracht Schwerin  |

## Primo Turno
Le gare si sono svolte tra il 22 e 25 agosto 1999.
| Squadra 1                | Risultato   | Squadra 2                 |
| ------------------------ | ----------- | ------------------------- |
| RSV Windhorst Drosendorf | -           | Norimberga                |
| TuS Ahrbach              | –           | Saarbrücken               |
| FSV Schwarzbach          | 1 - 2       | FSV Francoforte           |
| Heike Rheine             | 2 - 1       | Flaesheim-Hillen          |
| Lorbeer Rothenburgsort   | 0 - 4       | 2001 Duisburg             |
| Erzgebirge Aue           | 0 - 3       | Wolfsburg                 |
| Wittenseer SV            | 3 - 2       | Jena                      |
| Wattenscheid 09          | 4 - 5       | GSV Moers                 |
| Sand                     | 2 - 7       | 1. FFC Francoforte        |
| SV Oberteuringen         | 6 – 1       | FC Viktoria Neckarshausen |
| Friburgo                 | 0 - 5       | Bad Neuenahr              |
| FSV Westerstede          | 0 - 7       | Grün-Weiß Brauweiler      |
| Turbine Potsdam II       | 0 - 15      | Turbine Potsdam           |
| Hertha Zehlendorf        | 3 – 2 (dts) | BVB Halle                 |
| SpVgg Oberaußem-Fortuna  | 0 - 6       | Siegen                    |
| Saarbrücken II           | 0 - 3       | Niederkirchen             |

## Secondo Turno
Le gare si sono svolte tra il 25 e 26 settembre 1999.
| Squadra 1         | Risultato | Squadra 2            |
| ----------------- | --------- | -------------------- |
| Hertha Zehlendorf | -         | Grün-Weiß Brauweiler |
| Wittenseer SV     | 0 – 11    | Wolfsburg            |
| Bad Neuenahr      | 1 - 2     | Siegen               |
| SV Oberteuringen  | 1 - 2     | Saarbrücken          |
| Niederkirchen     | 1 - 3     | 1. FFC Francoforte   |
| Heike Rheine      | 0 - 5     | 2001 Duisburg        |
| Norimberga        | 0 - 4     | FSV Francoforte      |
| GSV Moers         | 2 - 10    | Turbine Potsdam      |

## Quarti di finale
Le gare si sono svolte il 28 novembre 1999.
| Squadra 1            | Risultato      | Squadra 2          |
| -------------------- | -------------- | ------------------ |
| Wolfsburg            | 0 - 1          | Siegen             |
| Saarbrücken          | 3 - 1 (dts)    | Turbine Potsdam    |
| Grün-Weiß Brauweiler | 4 - 4(5-3 dtr) | 2001 Duisburg      |
| FSV Francoforte      | 0 - 6          | 1. FFC Francoforte |

## Semifinali
Le gare si sono svolte il 12 marzo 2000.
| Squadra 1            | Risultato | Squadra 2          |
| -------------------- | --------- | ------------------ |
| Saarbrücken          | 1 - 3     | 1. FFC Francoforte |
| Grün-Weiß Brauweiler | 0 - 3     | Siegen             |

## Finale
| Arbitro: | Monika Fornaçon (Stöckse) |

|                         |           |           |
| J. Meier 63’ Lingor 79’ | Marcatori | 87’ Menge |